# ف. کلمباری
ف. کُلُمباری (F. Colombari) کارشناس و مهندس نظامی و نقاش ایتالیایی بود که از سال ۱۲۴۹ ق \ ۱۸۳۳ م تا ۱۲۶۵ ق / ۱۸۴۸ م به عنوان مربی، مهندس و مشاور نظامی در قشون ایران قاجاری فعالیت داشت.کلنل اف. کلمباری افسر و نقاش ایتالیایی بود که بین سالهای ۱۸۳۳ تا ۱۸۴۸ در دربار قاجار ایران و ارتش خدمت می‌کرد.

## زندگی
نام کوچک کلمباری در هیچ‌کجا ثبت نشده و در همه‌جا به صورت اختصاری ف (F) آمده‌است. تاریخ تولد و مرگ او نیز معلوم نیست، تنها این دانسته‌است که از اهالی پیمونت ایتالیا بوده و قبل از سفر به ایران در ارتش اتریش فعالیت می‌کرده‌است. ورود او به ایران همزمان با مرگ عباس میرزا ولیعهد مملکت (مرگ در ۱۰ جمادی‌الثانی ۱۲۴۹) و یک سال پیش از آغاز سلطنت محمد شاه قاجار بود. وی ابتدا در تبریز به قهرمان میرزا والی تبریز، برادر محمد شاه و پسر هشتم عباس میرزا خدمت می‌کرد. در آغاز به عنوان مربی در فوج قهرمان میرزا فعالیت داشت و پس از مدتی به سلک مشاوران او درآمد. وی در این دوران در جنگ با کردها در دشت لِیجان رواندوز در ۱۲۵۲ قمری حضور داشت. در ۱۲۵۷ میرزا آقاسی، صدراعظم، کلمباری را به تهران فرامی‌خواند و محمدشاه در فرمانی او را به عنوان «سرهنگ مهندسین قورخانهٔ مبارکه» منصوب می‌کند.
کلمباری در سال ۱۲۶۴ برای سفر به فرانسه و ازدواج با بانو لور بیوهٔ دکتر لئون لابا حکیم‌باشی مخصوص محمدشاه درخواست ۸ ماه مرخصی می‌کند، اما مرگ محمدشاه، شورش تهران، فرار آقاسی و تحصن او در شاه عبدالعظیم و بر تخت نشستن ناصرالدین‌شاه، سفر کلمباری را به تعویق می‌اندازد. او نهایتاً در محرم ۱۲۶۵ با اجازهٔ میرزا تقی خان فراهانی، صدراعظم جدید، ایران را ترک می‌کند. وی در پاریس با بانو لور ازدواج می‌کند و ظاهراً دیگر به ایران بازنمی‌گردد. پس از آن به جز انتشار چند مقاله در مجلات فرانسوی زبان اطلاع دیگری از وی در دست نیست. تاریخ مرگ او نیز مشخص نیست.
در دربار قاجار
کلمباری مهندس و نقاش آبرنگ اهل پیمونت بود. پس از دریافت درجه کلنلی در سال ۱۸۳۳ میلادی به ایران سفر کرد. در زمانی که در ایران بود بین سال‌های ۱۸۳۳ تا ۱۸۴۸ در ارتش کار کرد و همچنین عضو حلقه‌ای از هنرمندان نزدیک به ولیعهد آن زمان ایران، ناصرالدین‌شاه قاجار، بود.
در زمان تصدی نخست‌وزیر حاجی میرزا آقاسی، کلمباری او را در سازماندهی مجدد ارتش و تولید سلاح در زرادخانه تهران یاری کرد. کلمباری نقاشی‌های بی‌شماری خلق کرد و احتمالاً شخصاً حسن غفاری را، که بیشتر با عنوان صنیع‌الملک شناخته می‌شود، می‌شناخته‌است. کلمباری در سال ۱۸۴۴ نقاشی آبرنگ ناصرالدین شاه قاجار را کشید. در سال ۱۸۴۷ یک پرتره آبرنگ از محمدشاه کشید.

## فعالیت‌ها
از مهمترین فعالیت‌های کلمباری در قشون ایران:
- تغییر و اصلاح در ساختمان زنبورک و تهیه عراده‌ای برای آن و نصب بر روی شتر برای ساده‌تر شدن شلیک زنبورک در هنگام حرکت شتر. زنبورک در آن هنگام از سلاح‌های مهم ارتش ایران بود.
- تهیهٔ طرح ایجاد استحکامات نظامی در محمره (خرمشهر) برای دفاع شهر در مقابل تهدید حاکم بصره
- تهیه طرح‌هایی برای مقابله با نفوذ روسیه در دریای خزر و بریتانیا در خلیج فارس
- مستند کردن ادعای حاکمیت ایران بر بحرین در برابر اعتراض کمپانی هند شرقی
- تهیه طرح حفر چاه‌های آرتزین و بهره‌برداری از معادن

## آثار
از کلمباری یک کتاب به فارسی، چند مقاله به زبان فرانسوی و دست‌نوشته‌هایی از خاطرات اقامت او در ایران به جای مانده‌است. کتاب او «اصول نظام» نام دارد که با همکاری میرزا ابراهیم شاعر دربار محمدشاه از فرانسوی به فارسی برگردانده است. این کتاب مجموعه‌ای از دستورالعمل‌های جنگی است که ظاهراً ترجمهٔ بخشی از کتاب خاطرات سنت هلن نوشتهٔ ناپلئون بناپارت است. او همچنین چندین مقاله در مورد سرزمین، مردم، تاریخ و تشکیلات نظامی ایران در دو نشریهٔ فرانسوی زبان شاهد نظامی و تصویر به چاپ رسانده‌است.
از کلمباری نقاشی‌های و طرح‌های متعددی نیز به جای مانده‌است. برخی از آثار او به سبک نقاشان دورهٔ قاجار و برخی دیگر به سبک نقاشان اروپائی به ویژه کار سولتیکف نقاش روس است. لین تورنتن نویسندهٔ فرانسوی بر اساس تصاویر تورنتن و خاطرات و دست‌نوشته‌های به جا مانده از او کتابی با نام «تصاویری از ایران» نوشته‌است.

## تقدیر
کلمباری در جمادی‌الاول ۱۲۶۰ (۱۸۴۴ میلادی) نشان شیر و خورشید با حمایل سفید بالاترین نشان رسمی ایران در آن دوران را از محمد شاه قاجار دریافت کرد. در فرمان محمدشاه از خدمات او به قشون ایران، طرح و برنامه‌ریزی نقشه‌های نظامی و دانش بالای او در امور سوق‌الجیشی و فن حمله اشاره شده‌است.
انجمن جغرافیائی فرانسه نیز در ۴ نوامبر ۱۸۵۳ کلمباری را به عضویت خود پذیرفت.
در سال ۱۹۷۲ هم نمایشگاهی از نقاشی‌ها و طرح‌های او در موزهٔ سرنوچی پاریس به نمایش گذاشته شد.

## برای مطالعهٔ بیشتر
- ام اسکندری- قاجار، "نظام نامه محمد شاه قاجار" و نظام‌نامه و سرهنگ کلمبری زامبوراچچی "، مطالعات قاجار ۵، ۲۰۰۵، صص. ۵۲–۷۹.
- L. Thornton, Images de Perse: Le voyage du Colonel F. Colombari à la cour du Chah de Perse de 1833 à ۱۸۴۸، Paris، ۱۹۸۱.